# 斯坦尼斯瓦夫·哈勒
斯坦尼斯瓦夫·哈勒（波蘭語：Stanisław Haller，1872年4月26日—1940年4月），是波兰第二共和国时期的陆军中将。哈勒在苏波战争期间击败了谢苗·布琼尼率领的苏军，将其逐出了西布格河防线。他于1923年至1926年担任波军参谋总长，之后因为五月政变后毕苏斯基掌权而退役。1939年苏联入侵波兰以后他被关押在战俘营，并在次年4月死于卡廷大屠杀。